# Edgar Puerta
Edgar Puerta Camacho (Sinaloa, 24 maggio 1982) è un pugile messicano.
Soprannominato "Chananon", è stato campione mondiale Silver WBC dei pesi superpiuma, nonché sfidante al titolo mondiale assoluto WBC contro il giapponese Takashi Miura nel 2014.

## Record pugilato professionisti
| 25 Vittorie (19 per KO), 10 Sconfitte (5 per KO), 1 Pareggi |                      |                                                                |                         |             |       |            |                                                    |
| Risultato                                                   | Avversario           | Evento                                                         | Modalità                | Round       | Tempo | Data       | Note                                               |
| Sconfitta                                                   | Alessandro Riguccini | Domo Sindicato de Trabajadores IMSS, Tlalpan, Distrito Federal | KO                      | 2(10),3:00  | 1:10  | 25-11-2017 | 70.0 kg                                            |
| Vittoria                                                    | Arturo Camargo       | Veteranos En Sinaloa De Leyva, Sinaloa de Leyva                | Decisione Unanime       | 8           | 3:00  | 14-04-2017 | 61.5 kg                                            |
| Sconfitta                                                   | Jairo Lopez          | Centro de Usos Multiples, Mazatlan                             | TKO                     | 2(8)        | 3:00  | 15-10-2016 | 59.4 kg                                            |
| Vittoria                                                    | Emanuel Lopez        | Centro de Espectáculos del Recinto Ferial, Metepec             | Decisione a maggioranza | 10          | 3:00  | 16-07-2016 | 62.1 kg                                            |
| Sconfitta                                                   | Jairo Lopez          | Gimnasio Nuevo León Unido, Monterrey                           | TKO                     | 10(10),3:00 | 1:01  | 16-04-2016 | 61.3 kg                                            |
| Sconfitta                                                   | Juan Jose Martinez   | Auditorio del Bicentenario, Morelia                            | Decisione Unanime       | 8           | 3:0   | 1-08-2015  | 61.2 kg                                            |
| Sconfitta                                                   | Miguel Roman         | Arena Coliseo, Mexico City                                     | Decisione Unanime       | 10          | 3:00  | 25-04-2015 | 61.2 kg                                            |
| Sconfitta                                                   | Takashi Miura        | Yokohama International Swimming Pool, Yokohama                 | TKO                     | 6(12),3:00  | 2:15  | 22-11-2014 | Per il titolo mondiale WBC pesi superpiuma         |
| Vittoria                                                    | Manuel Castro        | Estadio de Beisbol, Los Cabos                                  | Ritiro dell'avversario  | 1(8),3:00   | 3:00  | 15-03-2014 | 63.4 kg                                            |
| Vittoria                                                    | Guadalupe Rosales    | Gimnasio Municipal Luis Estrada Medina, Guasave                | Split Decision          | 10          | 3:00  | 21-09-2013 | 59.5 kg                                            |
| Vittoria                                                    | Adrian Verdugo       | Hotel Azul Ixtapa, Ixtapa Zihuatanejo                          | Decisione Unanime       | 8           | 3:00  | 22-06-2013 | 62.0 kg                                            |
| Vittoria                                                    | Abraham Rodriguez    | Deportivo del Sindicato del Metro , Mexico City                | TKO                     | 8(12),3:00  | 2:51  | 05-01-2013 | Difende titolo mondiale Silver WBC pesi superpiuma |
| Vittoria                                                    | Carlos Cardenas      | Deportivo del Sindicato del Metro , Mexico City                | TKO                     | 8(12), 3:00 | 3:00  | 11-08-2012 | Vince titolo mondiale Silver WBC pesi superpiuma   |